# Bragepriset

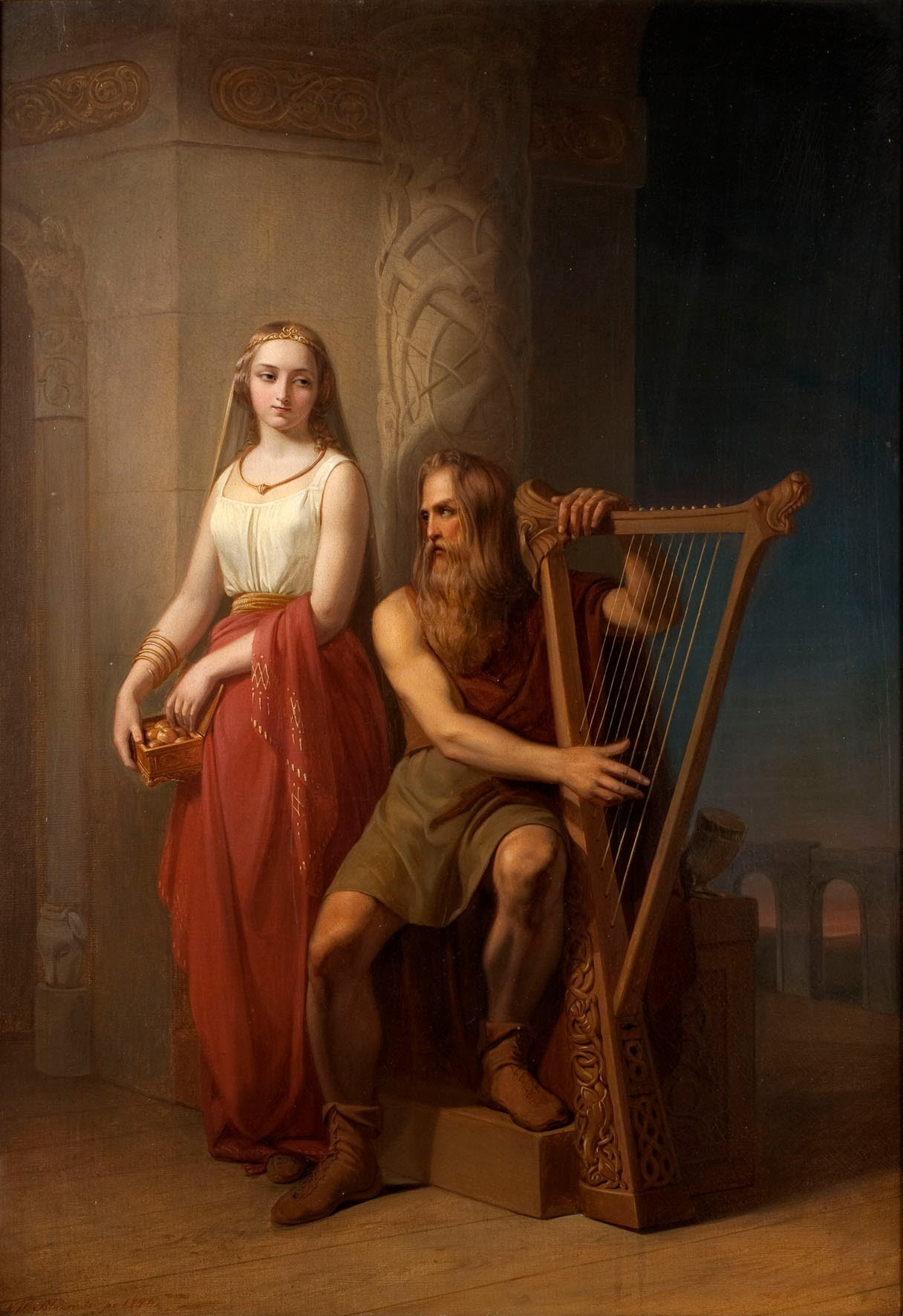
Diktarguden Brage har gett namn till litteraturpriset. Här framställd tillsammans med Idun i ett romantiskt måleri av Nils Blommér från 1846.

Bragepriset (På norska: Brageprisen) är ett norskt litteraturpris som varje år utdelas av stiftelsen Den norske bokprisen. Priset utdelas till ny norsk litteratur.
Bragepriset har sedan 1992 delats ut var höst i följande kategorier:
- Skönlitteratur för vuxna
- Barn- och ungdomslitteratur
- Facklitteratur
- Öppen klass – som varierar från år till år

De första åren utdelades också pris i kategorierna:
- Lyrik
- Läroböcker
- Bilderböcker
- Generell litteratur

## Pristagare

### Skönlitteratur för vuxna
- 1992 – Karsten Alnæs för Trollbyen
- 1993 – Øystein Lønn för Thranes metode
- 1994 – Sigmund Mjelve för Område aldri fastlagt
- 1995 – Ingvar Ambjørnsen för Fugledansen
- 1996 – Bergljot Hobæk Haff för Skammen
- 1997 – Liv Køltzow för Verden forsvinner
- 1998 – Kjartan Fløgstad för Kron og mynt
- 1999 – Frode Grytten för Bikubesong
- 2000 – Per Petterson för I kjølvannet
- 2001 – Lars Saabye Christensen för Halvbroren
- 2002 – Niels Fredrik Dahl för På vei til en venn
- 2003 – Inger Elisabeth Hansen för Trask
- 2004 – Hanne Ørstavik för Presten
- 2005 – Marita Fossum för Forestill deg
- 2006 – Dag Solstad för Armand V. Fotnoter til en uutgravd roman
- 2007 – Carl Frode Tiller för Innsirkling
- 2008 – Per Petterson för Jeg forbanner tidens elv
- 2009 – Karl Ove Knausgård för Min kamp. Første bok
- 2010 – Gaute Heivoll för Før jeg brenner ned
- 2011 – Tomas Espedal för Imot naturen
- 2012 – Lars Amund Vaage för Syngja
- 2013 – Ruth Lillegraven för Urd
- 2014 – Rune Christiansen för Ensomheten i Lydia Ernemans liv
- 2015 – Lars Saabye Christensen för Magnet
- 2016 – Monica Isakstuen för Vær snill med dyrene
- 2017 – Olaug Nilssen för Tung tids tale
- 2018 – Tore Kvæven för Når landet mørknar
- 2019 – Nina Lykke för Full spredning[1]
- 2020 – Beate Grimsrud för Jeg foreslår at vi våkner[2]
- 2021 – Jon Fosse för Eit nytt namn[3]
- 2022 – Ingeborg Arvola för Kniven i ilden[4]
- 2023 – Frode Grytten för Den dagen Nils Vik døde[5]
- 2024 – Kathrine Nedrejord för Sameproblemet[6]

### Barn- och ungdomslitteratur
- 1992 – Ragnar Hovland för Ein motorsykkel i natta
- 1993 – Torill Eide för Skjulte ærend
- 1994 – Klaus Hagerup för Markus og Diana. Lyset fra Sirius
- 1995 – Liv Marie Austrem och Akin Düzakin för Tvillingbror
- 1996 – Eirik Newth för Jakten på sannheten
- 1997 – Harald Rosenløw Eeg för Vrengt
- 1998 – Stein Erik Lunde för Eggg
- 1999 – Erna Osland för Salamanderryttaren
- 2000 – Rune Belsvik för Ein naken gut
- 2001 – Anne B. Ragde för Biografien om Sigrid Undset. Ogsaa en ung Pige
- 2002 – Gro Dahle och Svein Nyhus för Snill
- 2003 – Helga Gunerius Eriksen och Gry Moursund för Flugepapir
- 2004 – Harald Rosenløw Eeg för Yatzy
- 2005 – Arne Svingen för Svart elfenben
- 2006 – Stian Hole för Garmanns sommer
- 2007 – Linn T. Sunne för Happy
- 2008 – Johan Harstad för Darlah – 172 timer på månen
- 2009 – Maria Parr för Tonje Glimmerdal
- 2010 – Hilde Kristin Kvalvaag för Fengsla
- 2011 – Inga Sætre för Fallteknikk
- 2012 – Kari Stai för Jakob og Neikob. Tjuven slår tilbake
- 2013 – Brynjulf Jung Tjønn för Så vakker du er
- 2014 – Annette Münch för Badboy: Steroid
- 2015 – Torun Lian för Reserveprinsesse Andersen
- 2016 – Anders N. Kvammen för Ungdomsskolen
- 2017 – Maria Parr för Keeperen og havet
- 2018 – Anna Fiske för Elven
- 2019 – Ane Barmen för Draumar betyr ingenting[1]
- 2020 – Jenny Jordahl för Hva skjedde egentlig med deg?[2]
- 2021 – Erlen Skjetne för Eit anna blikk[3]
- 2022 – Julia Kahrs för Familien Brattbakk[4]
- 2023 – Maria Parr för Oskar og eg[5]
- 2024 – Kristina Quintano för Flukt[6]

### Facklitteratur
- 1992 – Arne Forsgren (red) för Rockleksikon
- 1993 – Trond Berg Eriksen för Reisen gjennom helvete. Dantes inferno
- 1994 – Einar-Arne Drivenes, Marit Hanne Hauan och Helge A. Wold för Nordnorsk kulturhistorie
- 1995 – Espen Dietrichs och Leif Gjerstad för Vår fantastiske hjerne
- 1996 – Arild Stubhaug för Et foranskutt lyn. Nils Henrik Abel og hans tid
- 1997 – Arne Wichstrøm för Kvinneliv, kunstnerliv. Kvinnelige malere i Nørge før 1900
- 1998 – Leif Ryvarden/Klaus Høiland för Er det liv, er det sopp
- 1999 – Torbjørn Færøvik för India – Stevnemøte med skjebnen
- 2000 – Johan Galtung för Johan uten land. På fredsveien gjennom verden
- 2001 – Atle Næss för Da jorden stod stille – Galileo Galilei og hans tid
- 2002 – Ivo de Figueiredo för Fri mann
- 2003 – Knut Kjeldstadli (red.) för Norsk innvandringshistorie I–III'
- 2004 – Tor Bomann-Larsen för Folket. Haakon & Maud II
- 2005 – Odd Karsten Tveit för Krig og diplomati. Oslo–Jerusalem 1978–1996
- 2006 – Bent Sofus Tranøy för Markedets makt over sinnene
- 2007 – Frank Rossavik för Stikk i strid. Ein biografi om Einar Førde
- 2008 – Bjørn Westlie för Fars krig
- 2009 – Kjetil S. Østli för Politi og røver
- 2010 – Tone Huse för Tøyengata
- 2011 – Simen Ekern för Roma
- 2012 – Torbjørn Færøvik för Maos Rike. En lidelseshistorie
- 2013 – Steffen Kverneland för serien Munch
- 2014 – Marte Michelet för Den største forbrytelsen
- 2015 – Morten Strøksnes för Havboka
- 2016 – Åsne Seierstad för To søstre
- 2017 – Thomas Reinertsen Berg för Verdensteater
- 2018 – Helene Uri för Hvem sa hva?
- 2019 – Torgrim Eggen för Axel. Fra smokken til Ovnen[1]
- 2020 – Dag O. Hessen för Verden på vippepunktet[2]
- 2021 – Lena Lindgren för Ekko. Et essay om algoritmer om begjær[3]
- 2022 – Trygve Riiser Gundersen för Haugianerne[4]
- 2023 – Inga Strümke för Maskiner som tenker[5]
- 2024 – Ayesha Wolasmal för Tusen dager med Taliban[6]

### Öppen klass
- 1996 – Essä: Sven Kærup Bjørneboe för Jerusalem, en sentimental reise
- 1997 – Bilderböcker för barn: Liv Marie Austrem och Akin Düzakin för Tvillingsøster
- 1998 – Översättning av skönlitteratur: Christian Rugstad för José Saramago – Det året Ricardo Reis døde
- 1999 – Biografier: Anders Heger för Mykle. Et diktet liv
- 2000 – Kriminalromaner och spänning: Karin Fossum för Elskede Poona
- 2001 – Lyrik: Annie Riis för Himmel av stål
- 2002 – Ungdomsböcker: Synne Sun Løes för Å spise blomster til frokost
- 2003 – Reselitteratur: Torbjørn Færøvik för Kina. En reise på livets elv
- 2004 – Noveller: Arne Lygre för Tid inne
- 2005 – Tecknade serier: John Arne Sæterøy («Jason») för La meg vise deg noe…
- 2006 – Skolböcker för 1.–10: Kathinka Blichfeldt, Tor Gunnar Heggem och Ellen Larsen för Kontekst. Basisbok i norsk for ungdomstrinnet
- 2007 – Sakprosa för barn: Jon Ewo och Bjørn Ousland för Fortellingen om et mulig drap
- 2008 – Poesi: Øyvind Rimbereid för Herbarium
- 2009 – Översatt skönlitteratur: Bjørn Alex Herrman för Herman Melville – Moby-Dick
- 2010 – Bilderböcker for vuxna och barn: Stian Hole för Garmanns hemmelighet
- 2011 – Biografier: Arnhild Skre för Hulda Garborg: Nasjonal strateg
- 2012 – Ungdomsböcker: Linn T. Sunne för Lille ekorn
- 2013 – Faktaböcker för vuxna: Yann de Caprona för Norsk etymologisk ordbok
- 2014 – Noveller och essäer: Ingvild H. Rishøi för Vinternoveller
- 2015 – Kriminalromaner och spänning: Kjell Ola Dahl för Kureren
- 2016 – Faktaböcker för unga: Gudny Ingebjørg Hagen och Malgorzata Piotrowska för Fest og feiring
- 2017 – Poesi: Cecilie Løveid för Vandreutstillinger
- 2018 – Populärvetenskap: Anja Røyne för Menneskets grunnstoffer
- 2019 – Bilderböcker for vuxna och barn: Martin Ernstsen för SULT[1]
- 2020 – Populärvetenskap: Thomas Horne för Den store klimaguiden[2]
- 2021 – Sakprosa för ungdomar: Mariangela di Fiore och Cathrine Trønnes Lie för Søstre. Min historie etter Utøya[3]
- 2022 – Sakprosa för ungdomar: Ida Larmo för Urettens ekko[4]
- 2023 – Sakprosa för ungdomar: Ragnhild Holmås och Henriette T. Osnes  för Ordenes hårreisende hemmeligheter[5]
- 2024 – Grafiska romaner: Martin Ernstsen  för SULT[6]

### Hederspris
- 1992 – Sigmund Skard
- 1993
- 1994 – Halldis Moren Vesaas
- 1995 – Anne-Cath. Vestly
- 1996 – Kjell Askildsen
- 1997 – Jan Erik Vold
- 1998 – Dag Solstad
- 1999 – Kjell Aukrust
- 2000 – Eldrid Lunden
- 2001 – Jon Bing
- 2002 – Jostein Gaarder
- 2003 – Karsten Alnæs
- 2004 – NORLA – Center för norsk skön- och facklitteratur i utlandet
- 2005 – Jon Fosse
- 2006 – Kari Risvik och Kjell Risvik
- 2007 – Guri Vesaas, förlagsredaktör
- 2008 – Kjartan Fløgstad
- 2009 – Tor Åge Bringsværd
- 2010 – Herbjørg Wassmo
- 2011 – Kolbein Falkeid
- 2012 – Knut Faldbakken
- 2013 – Folkebibliotekene i Norge
- 2014 – Vigdis Hjorth
- 2015 – Einar Økland
- 2016 – Elisabeth Aasen
- 2017 – Kari Grossmann
- 2018 – Klaus Hagerup
- 2019 – Edvard Hoem[1]
- 2020 – Dag O. Hessen[2]
- 2021 – Liv Køltzow[3]
- 2022 – Gro Dahle[4]
- 2023 – Ingvar Ambjørnsen[5]
- 2024 – Lars Saabye Christensen[6]

### Läroböcker
- 1992 – Askeland med flera för Soria Moria
- 1993 – Tore Linné Eriksen för Norge og verden fra 1850–1940
- 1994 – Benestad med flera för Tallenes tale – Matematikk for 5 timers grunnkurs
- 1995 – Astrid Carlson, Svein Olav Drangeid och Truls Lind för Humanbiologi

### Lyrik
- 1992 – Paal-Helge Haugen för Sone 0
- 1993 – Jan Erik Vold för IKKE
- 1995 – Øyvind Berg för Forskjellig

### Bilderbok
- 1992 – Sissel Solbjørg Bjugn/Fam Ekman för Jente i bitar
- 1993 – Else Færden/Sissel Gjersum för Garnnøstet som forsvant

### Generell litteratur
- 1992 – Ida Blom med flera för Cappelens kvinnehistorie
- 1993 – Tordis Ørjasæter för Menneskenes hjerte. Sigrid Undset – en livshistorie